# Río Esteras
El río Esteras es un río del centro de la península ibérica perteneciente a la cuenca hidrográfica del Guadiana, que discurre por las provincias de Ciudad Real y Badajoz (España).

## Curso
El río Esteras nace en el término municipal de Saceruela, en la provincia de Ciudad Real, por la confluencia de distintos arroyos que descienden desde las sierras de Almadén y de Saceruela. El río discurre en sentido este-oeste a lo largo de unos 65 km a través de los términos de Chillón, Siruela, Garlitos y Peñalsordo hasta su desembocadura en el embalse de la Serena, donde confluye con el río Zújar. 

## Flora y fauna
Parte del río Esteras y de su afluente la rivera de Riofrío, forman parte de la Zona Especial de Conservación (ZEC) "Ríos de la cuenca media del Guadiana y laderas vertientes", por sus excelentes poblaciones de calandino y pardilla y sus buenas formaciones de fresnedas. Además, alberga comunidades de pez fraile, jarabugo, boga de río, y barbo comizo.